# Jakob ben Ascher
Jakob ben Ascher, född omkring 1269, död 1343, var en tysk-spansk rabbin.
Jakob ben Ascher kodifierade i fyra böcker de religiösa förordningar, som i förskingringen gällde för judarna, och gav dem därigenom ett rättesnöre för livets förhållanden.